# Markus G. Manz
Markus Gabriel Manz (* 3. September 1967 in Stuttgart) ist ein schweiz-deutscher Doppelstaatsbürger, Professor für Hämatologie an der Universität Zürich und Direktor der Klinik für Medizinische Onkologie und Hämatologie am Universitätsspital Zürich.

## Leben
Markus Manz wuchs in Stuttgart auf. Er studierte Humanmedizin an der Eberhard Karls Universität Tübingen, an welcher er auch seinen Doktortitel erlangte. Später arbeitete und forschte Manz an der Stanford University Medical School in Stanford, Kalifornien, am Oncology Institute of Southern Switzerland (IOSI) und Institute for Research in Biomedicine (IRB) in Bellinzona, Schweiz, und an der Universität Tübingen. Stand 2025 ist er Professor für Hämatologie an der Universität Zürich und Klinikdirektor für Medizinische Onkologie und Hämatologie am Universitätsspital Zürich, Schweiz. Neben der Leitung seines Departments unterrichtet Professor Manz an der Universität Zürich sowie an der Eidgenössischen Technischen Hochschule Zürich und leitet seine Forschungsgruppe mit Schwerpunkt Blutstammzellen und Blutkrebs. Seit 2020 leitet Manz zusätzlich das Comprehensive Cancer Center Zurich. Er ist Mitglied mehrerer wissenschaftlicher Organisationen zur Förderung und zum Austausch der Forschung an Krebs. 
Wissenschaftliche Publikationen sind in Fachzeitschriften wie Blood, Nature und Science erschienen.

## Auszeichnungen
Zu Manz’ Auszeichnungen gehören der Swissbridge Award (2002), der Artur-Pappenheim-Preis (2004), der San Salvatore Foundation Award (2008) und der Ellermann Award Hematology 2009 (2010). 2016 erhielt er den Otto Naegeli-Preis, und 2017 den Cloëtta-Preis. Manz ist gewähltes Mitglied der Swiss Academy of Medical Sciences. 